# Sandown (New Hampshire)
Sandown – miasto w Stanach Zjednoczonych, w stanie New Hampshire, w hrabstwie Rockingham.